# Kälberget
Kälberget är ett naturreservat i Dorotea kommun i Västerbottens län.
Området är naturskyddat sedan 2017 och är 1,8 kvadratkilometer stort. Reservatet omfattar Kälbergets topp och ost-sydostsluttningar samt myrmark nedanför. Reservatet består av grandominerad naturskog. 
Området fortsätter söder om länsgränsen i Kälberget (naturreservat, del i Västernorrlands län)